# ストロベリーソングオーケストラ野球部
『ストロベリーソングオーケストラ野球部』は、日本のインディー・バンド「ストロベリーソングオーケストラ」から派生した音楽コントグループ。通称「苺楽團野球部」。メンバーやファンからは「野球部」と呼ばれている。
以下本項では正式名称が必要な場合を除き、ストロベリーソングオーケストラ野球部を「野球部」、ストロベリーソングオーケストラを「ストロベリー」と表記する。

## 概要
2001年、「ライブハウスで野球がやりたい」と考えたストロベリーソングオーケストラ座長・宮悪戦車が、当時のキーボーディストと共に上演した即興演劇が元となっている。その後2002年末にストロベリーソングオーケストラ野球部を正式に結成。打ち込みによる楽曲と、野球をモチーフにしたコントを演じる"見世物ベースボールコアチーム"となる。設定上野球チームのため、ライブ告知では、ライブハウスがスタジアム(または球場。ライブハウス名の後ろに付けられる)、出順が打順、客演がDH、共演バンドが対戦チームと記される。
- 結成〜2007年

楽曲はアタリ・ティーンエイジ・ライオット、ラード、ミニストリー、COW COWなどのデジタルハードコアを意識して作られていた。コントは即興で演じられ、ステージ上でキャッチボールをする、盗塁する、ライナー性のノックを客席に打ち込む、火薬を使った特殊効果でライブハウスを出入り禁止になるなど、過激なステージを展開していた。
- 2009年以降

パラパラを取り入れた事により、ユーロビート化する。またトラックにはストロベリーより森田鐵道がギターで参加している。基本は打ち込みサウンドだが、一部ア・カペラやリコーダーの合奏をバックに歌う曲もある。コントは台本を元にしたストーリー性のある作品を上演しており、初期の様な過激な演出は影を潜めているが、内容の荒唐無稽さは、ある意味過激になっている。現時点での最新作では映像も取り入れている。
- ストロベリーで使用している芸名である「鏡町ネーム」ではなく、野球部用の芸名になる。
- 初期から現在を通じて、ステージ終盤でジェット風船を飛ばす事が恒例となっている[1]。
- バンド関連の友人の結婚パーティーに、よく出演を依頼される。

## メンバーとキャラクター設定
現メンバーのみ記述。
- キャプテン(宮悪戦車)

部費を使って毎晩マネージャーを囲って飲み歩き、アル中でフラフラになりながらも、野球の腕は天才的。全てを治める神懸かり的な存在。宮悪戦車としては全曲の作詞・作曲と、コントの作・演出を担当。
- キヨマー(時計詩母)

古くからの野球部員。度重なる敗戦にもめげず、日夜魔球の開発と特訓に明け暮れる投手。テンパると暴走し、言葉遣いがカミカミになる。名前の由来は清原和博の西武ライオンズ時代のニックネームから。
- アパッチ(寿葬屋)

誰よりも真面目に練習に取り組むが、周囲のハジけ具合に付いていけず、常に振り回されっ放し。ライブではMCを担当。パラパラの振付師でもある。名前の由来は宮悪のイメージにある「野球漫画に出て来そうなあだ名」から。
- 豪速球(天羽千夜子)

"超"が付く程のワガママな女性だが、誰よりも野球の才能に恵まれている天才児。居酒屋ポンセでバイトをしながら、2人の子供を育てている寡婦である。
- エマーソン・ほのぼのレイク＆天然パーマ(門脇モンブラン)

作品内におけるユーティリティープレイヤーであり、これまでのど自慢の司会や謎の老人、神父を演じる。口の悪いツッコミが持ち味。名前の由来はイギリスのプログレッシブ・ロックバンド「エマーソン・レイク・アンド・パーマー」から。
- パゾリーニ(よしえ)

パラパラ世代が集う野球部の中で、ただ一人のジュリアナ世代。
- ヒッチコック(弥生百合子)[2]

チームの会計係。運動が苦手なのか、三三七拍子ができない。
- キューブリック(伐子)

見た目一番やる気が無さそうだが、実は密かに練習を積んできているツンデレ。
- 市川崑(弾身無子)

最年少マネージャー。誰よりも大人しそうに見えて、実は密かな爆弾を秘めている。
※マネージャーの名前は、全て著名な映画監督から付けられている。
- ウグイス嬢(乃沓エリカ)

効果音(サンプラー)担当。野球部の舞台を陰で操る謎の白塗りウグイス嬢。スーツに眼鏡、無表情さにセクシーさが漂うが、アナウンス時に中指を立てるというパンクな一面を持つ。

## ストーリー
現野球部のあらすじのみ記述。
毎回1回戦で敗退という弱小チーム「ストロベリーソングオーケストラ野球部」。彼らは夢の甲子園出場というよりも、先ずは1回戦突破を目指して、日々練習に明け暮れていた。だがキャプテンが部費の全部を居酒屋での呑み代に使ってしまい、グローブさえもロクに買えず、鍋つかみで練習をする毎日。グローブを買ってもらいたいキヨマーとアパッチは、キヨマーの投げた球をキャプテンが打てなければ、真面目に野球をしてもらうという勝負を挑むが惨敗。居酒屋ポンセでヤケ酒を呑んでいた所に現れたのは、その店で働く強力なスナップを持つ女性、豪速球。2人は彼女を無理矢理野球部に引き入れ、再び部費をかけた勝負を挑む。(第1話、第2話より)
- 以下第2話では賞金でグローブを買うために「女ののど自慢」に出演し、第3話ではインターネットで見つけた「グローブを安く買えるツアー」に野球部の夏合宿を兼ねて向かうなど、キヨマー、アパッチ、豪速球によるグローブ購入のための奮闘がストーリーの軸となっている。ちなみに第2話で判明した野球部のバットはリコーダーだった。
- なお2009年6月の結婚パーティで上演された「特別編」(同年8月に再演)は、映画『卒業』をモチーフにした作品が上演され、グローブに関する話は登場しない。

## 活動履歴
ここでは野球部の履歴のみ記述。ストロベリーの結成からの活動履歴はストロベリーソングオーケストラを参照。
2001年
- ストロベリーソングオーケストラ座長・宮悪戦車が「イッセー尾形とポンセ(元・横浜大洋ホエールズ)を融合させた一人芝居は出来ないだろうか」と思い立ち、当時の本体のキーボード奏者モノポリー聖子と共に、ストロベリーソングオーケストラの公演として「野球譚」という演劇作品を上演。ライブハウスで盗塁をして膝を擦りむく。これが後のストロベリーソングオーケストラ野球部の先駆けとなる。

2002年
- 12月　大阪梅田CLUB DAWN (現在のNOON)のクリスマスイベントにてストロベリーソングオーケストラ野球部デビュー。メンバーは宮悪戦車(キャプテン)、F(チアガール)、アラーキー幽系(コーチ)。ステージからライナー性のノックを打ちおろし、観客をキレ気味にさせる。

2003年
- 8月　アラーキー幽系、野球部を退団。(ストロベリーには在籍)
- 12月　神戸チキンジョージにて、後にストロベリーソングオーケストラに加入する時計詩母の双子の姉で、ライブハウスのイベントなどでMCをしていたサーシャが入団。

2004年
- 宮悪、F、サーシャをコアメンバーに客演なども参加し、この頃より野球部としての活動が活発になる。夏には三重県伊勢のバンド「肉」の企画で鳥肌実と共演。
- 初の自主企画「スカイラブ投法 vol.1」を大阪難波ベアーズで開催。共演はミドリ、アウトドアホームレス、ぬたくらげ。このイベントには外国人チアガールなどが参加していた。

2005年
- 爆竹などの火薬を使った特殊効果をライブに取り入れはじめ、色んなライブハウスで出入り禁止になる。
- 7月　ストロベリーのメンバーチェンジに伴い、コアメンバーは宮悪と時計詩母に。夏には前年に引き続き、伊勢の「肉」の企画で江頭2:50と共演。
- 12月　茨木ジャックライオンにて、後にストロベリーの團員、そして野球部部員となる門脇モンブラン、寿葬屋のバンドと共演。

2006年
- 数本のライブに出演するが、ストロベリーの活動が多忙になった事により、野球部としての活動は沈静化。この頃には一度きりの出演なども含め、登録メンバーが30人程になる。

2007年
- ライブやイベントへの出演はなし。但し5月と9月に友人の結婚パーティーに出演。

2008年
- 10月　ダイレクトメール「毒電波通信」で、現役者陣による2009年からの野球部復活が告知される。同時にウグイス嬢、ランナーコーチ、助っ人外国人選手を募集。ウグイス嬢に、かねてからのストロベリーソングオーケストラのファンであり、2007年から演劇作品の客演として出演していたエイチエムピー・シアターカンパニーの女優、乃沓エリカが参加[3]。

2009年
- 1月　新生ストロベリーソングオーケストラ野球部、梅田HOLIDAY OSAKAより活動開始。
- 4月　高円寺Mission'sで行なわれたストロベリーソングオーケストラ主催企画「毒電波集会其ノ伍〜帝都鬼籍篇」にて、2002年の活動開始から含めて初の東京遠征を敢行する。
- 6月　本体の演劇作品に多数客演している木下聖浩(ボーダレスアクターズ)の結婚パーティーにて特別編を上演。その後8月に開催されたDjamra主催イベント「十三六重奏」で再演。

## エピソード
- ライブに登場する事は無いが、キャプテン宮悪戦車の夫人が野球部のオーナーという設定である。